# Aleksandar Milenković
Aleksandar Milenković (Servisch: Александар Миленковић) (Belgrado, 22 december 1967) is een voormalig Servisch wielrenner, biatleet en skiër. Zonder van nationaliteit te veranderen, deed Milenković mee aan de Olympische Spelen onder drie vlaggen: die van de Socialistische Federale Republiek Joegoslavië, onafhankelijk olympisch deelnemers en van Servië en Montenegro. Daarnaast deed Milenković zowel aan de Olympische Zomerspelen (1992) als aan de Olympische Winterspelen (1992, 2006) mee. De hoogste plaats die hij ooit behaalde in een olympische discipline is de 18e, bij de 100 kilometer teamtijdrit bij de spelen van 1992 in Spanje. Bij zowel het langlaufen als het biatlon op de Winterspelen behaalde Milenković nooit een finale.